# John Earle Raven
John Earle Raven (* 13. Dezember 1914 in Cambridge; † 5. März 1980 in Shepreth bei Cambridge) war ein britischer Altphilologe und Philosophiehistoriker. Er befasste sich mit Platon und den Vorsokratikern. Er war auch Amateur-Botaniker und hatte das botanische Kürzel Raven.

## Leben und Werk
Raven war der Sohn des Naturforschers, Domherren, Cambridge-Professors und Masters von Christ Church College Charles E. Raven (1885–1964) und der einer bekannten Wissenschaftlerfamilie stammenden Margaret Wollaston. Er besuchte die St Ronan’s School in Worthing. Im September 1928 erhielt er ein Stipendium am Marlborough College, anschließend studierte er mit einem Stipendium am Trinity College der Universität Cambridge Altphilologie.
Im Zweiten Weltkrieg verweigerte er unter Berufung auf Platon den Kriegsdienst und eine Beteiligung an militärischer Arbeit. Stattdessen hatte er einen sozialen Ersatzdienst im philanthropischen Oxford House von Guy Clutton-Brock in Bethnal Green, London, abzuleisten.
Nach dem Studienabschluss mit Bestnoten wurde er 1946 research scholar in Cambridge und 1948 Fellow des King’s College. Raven war Amateur-Botaniker und deckte Ende der 1940er Jahre einen Betrug des Professors John William Heslop-Harrison in Newcastle upon Tyne auf, der behauptet hatte, vorher nicht beobachtete Pflanzenarten auf den Hebriden (besonders der Insel Rùm) gefunden zu haben – wie Raven behauptete, hatte jener sie eingeschleppt. Ravens Bericht wurde auf seinen Wunsch geheim gehalten und in der Trinity College Library hinterlegt. Raven zirkulierte den Bericht aber unter der Hand unter ausgewählten Kollegen und die Funde wurden aus den Ausgaben von British Flora kommentarlos entfernt. Er ließ seine Zweifel über die Funde auch in einem Nature-Artikel von 1949 durchblicken.
1954 heiratete Raven Constance Faith Alethea Hugh Smith, eine begeisterte Gärtnerin. Das Paar kaufte im selben Jahr das Landgut Docwra’s in Shepreth, Cambridgeshire, mit 0,6 ha Land. Das Haus stammt aus dem 17. Jahrhundert, hat aber ältere Vorgängerbauten. Hier legten sie einen Garten an. Sie kauften das benachbarte Bauernhaus mit 0,4 ha Land auf, um einen Tennisplatz und einen Rasen für Cricket anzulegen. Das Paar unternahm Reisen nach Frankreich, Griechenland und Italien, um Pflanzen für ihren Garten zu sammeln. Beide interessierten sich besonders für alpine Pflanzen. Nach dem Tod ihrer Mutter erbte Faith Raven Ardtornish House auf Morvern im Westen des schottischen Hochlands mit einem ausgedehnten Rhododendron-Garten. Es diente dem Paar als Ferienhaus.
1976 hielt in Cambridge Raven die Gray-Vorlesungen über Botanik im antiken Griechenland, die 2000 als Buch veröffentlicht wurden. Er veröffentlichte zwei weitere Bücher zu Botanik und Gärtnerei. 1984 ging er in den Ruhestand.
Der Garten von Docrwa’s wird von seiner Witwe verwaltet und kann kostenpflichtig besichtigt werden. Das Paar hatte fünf Kinder, Anna, Andrew Owen (1959–2005), Hugh, Sarah (1963) und Jane. Andrew Raven OBE erbte Ardtornish, das er zu einem lokalen Zentrum ausbaute, und war in Schottland im Natur- und Landschaftsschutz tätig. Die Ärztin Sarah Raven betreibt einen Blumenhandel, eine Gartenschule, ist Kolumnistin, schreibt Garten- und Kochbücher und moderierte Sendungen der BBC.

## Schriften
Philologica
- Pythagoreans and Eleatics. An account of the interaction between the two opposed schools during the fifth and early fourth centuries B.C. Cambridge, Cambridge University Press, 1948
- mit Geoffrey S. Kirk: Presocratic Philosophers. A Critical History with a Selection of Texts. Cambridge, Cambridge University Press, 1957.
- Plato’s Thought in the Making. A Study of the Development of his Metaphysics. Cambridge, Cambridge University Press 1965.
- Pythagoreans and Eleatics. Ares 1981.

Botanica
- mit Max Walters: Mountain Flowers. London, Collins 1956.
- A Botanist’s Garden. London, Collins 1971 (Neuauflage bei Silent, Cambridge 1992).
- Plants and Plant Lore in Ancient Greece. Oxford, Leopard’s Head Press 2000.